# Zeno van Citium

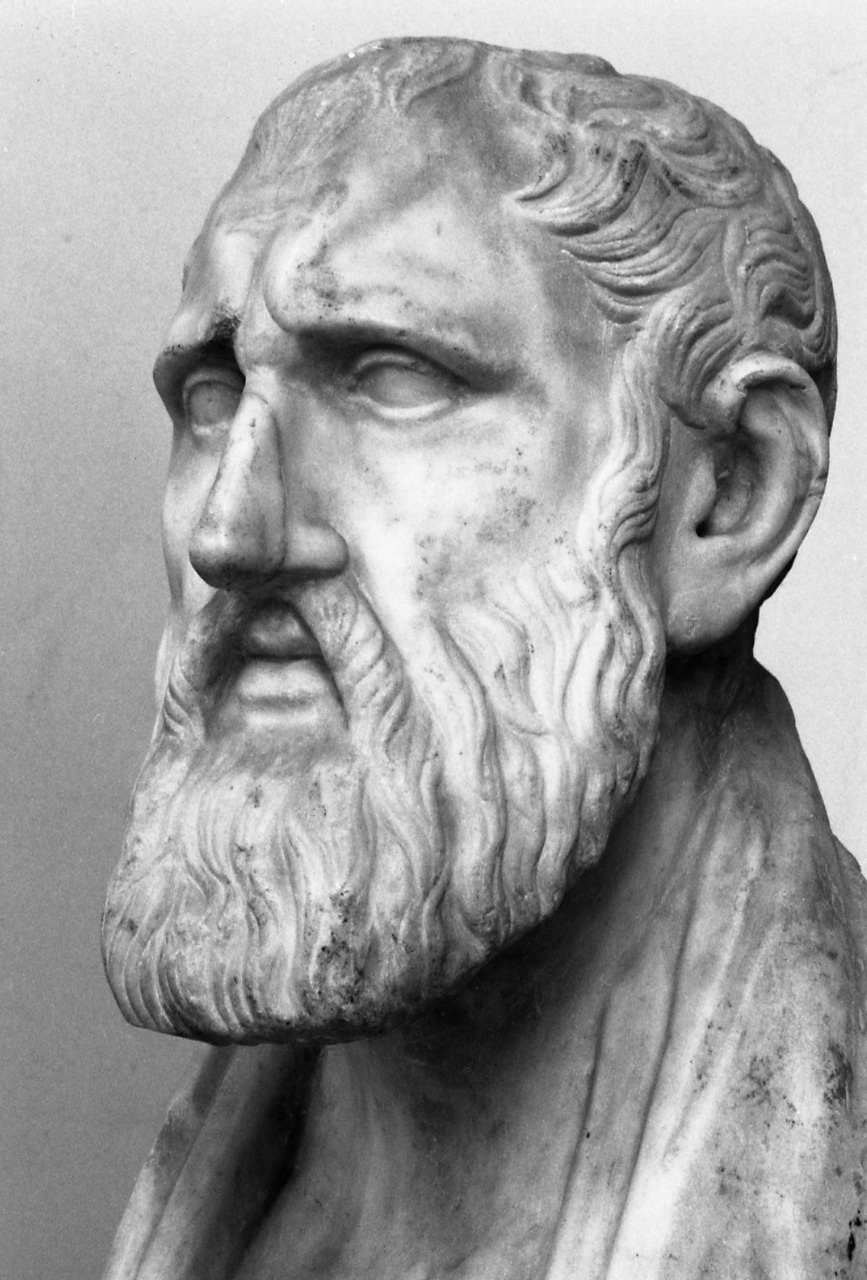
Zeno van Citium

Zeno van Citium (Oudgrieks: Ζήνων ὁ Κιτιεύς, Zēnōn ho Kitieŭs) (Citium op Cyprus, ca. 335 v.Chr. – Athene ca. 262 v.Chr.), was de stichter van het stoïcisme, de overheersende filosofische school van het hellenisme en het Romeinse Rijk.

## Leven
De weinige details die bekend zijn over zijn leven komen voornamelijk uit de biografie en anekdotes die bewaard zijn gebleven door Diogenes Laërtius' Leven en leer van beroemde filosofen, geschreven in de 3e eeuw na Christus.
Zeno leed schipbreuk op reis van Phoenicië naar Peiraeus met een lading purper. Hij ging naar Athene en bezocht een boekhandel. Daar stuitte hij op de Memorabilia van Xenophon. Hij was zo onder de indruk over de beschrijving van Socrates dat hij de boekhandelaar vroeg waar zulke filosofen te vinden waren. Op dat moment liep juist Krates van Thebe voorbij, waarop de boekhandelaar naar hem verwees.
Zeno werd een leerling van Krates. Verder studeerde hij bij filosofen van de Megarische school waaronder Stilpo, alsmede de dialectici Diodorus Cronos en Philo. Daarnaast zou hij lezingen hebben bijgewoond van Polemon en Xenocrates.
Zeno stierf rond 262 voor Christus. Laërtius bericht over zijn dood:

"De manier waarop hij stierf was als volgt. Bij het verlaten van de school struikelde hij en viel, waarbij hij een teen brak. Terwijl hij met zijn vuist op de grond sloeg, citeerde hij de regel uit de Niobe van Aeschylus:
Ik kom, ik kom, waarom roept gij mij? 
en stierf ter plekke doordat hij zijn adem inhield."

## Stoïcisme
Zeno wilde een filosofie ontwikkelen, het stoïcisme, voor de concrete, materiële en lichamelijke mens. Alles gebeurt volgens strikte natuurwetten, toeval bestaat niet. Oorspronkelijk bestond alles uit vuur, lucht, water en aarde. Deze cyclus keert terug en duurt 3.942.000 jaar, na iedere bijna 4 miljoen jaar wordt alles weer vuur (kosmisch determinisme). Dit proces wordt gestuurd door de wetgever (~God) en dit verloop staat volledig in dienst van de mens, met andere woorden alles wat bestaat is één omvattend geheel: de natuur. De uitdaging bestaat erin om in harmonie te leven. Het stoïcisme legde de nadruk op het in alle rust aanvaarden van wat het universum – dat een goddelijk wezen met een eigen wil en ziel was – in petto had. Om gelukkig te zijn moest je immers in harmonie leven aan de hand van de harmoniewetten. "Alles in de natuur gebeurt volgens bepaalde wetten", "Je moet willen wat is!" Deze wetten hebben te maken met de stand van de planeten (kosmisch determinisme). Alles is verklaarbaar door materiële processen. Ieder mens is vrij (vrij zijn is willen wat de natuur je voorschrijft) in de mate dat hij zich kan losmaken van concrete omstandigheden.

## Citaten
- Waarom hebben we twee oren en maar één mond? Om meer te kunnen luisteren en alleen datgene te zeggen wat nodig is".